# مقاطعة لارو (كنتاكي)
مقاطعة لارو (بالإنجليزية: LaRue County)‏ هي إحدى المقاطعات في ولاية كنتاكي في الولايات المتحدة الأمريكية.

## أعلام
- ديفيد ايزكيل براينت